# 臺北市立圖書館北投分館

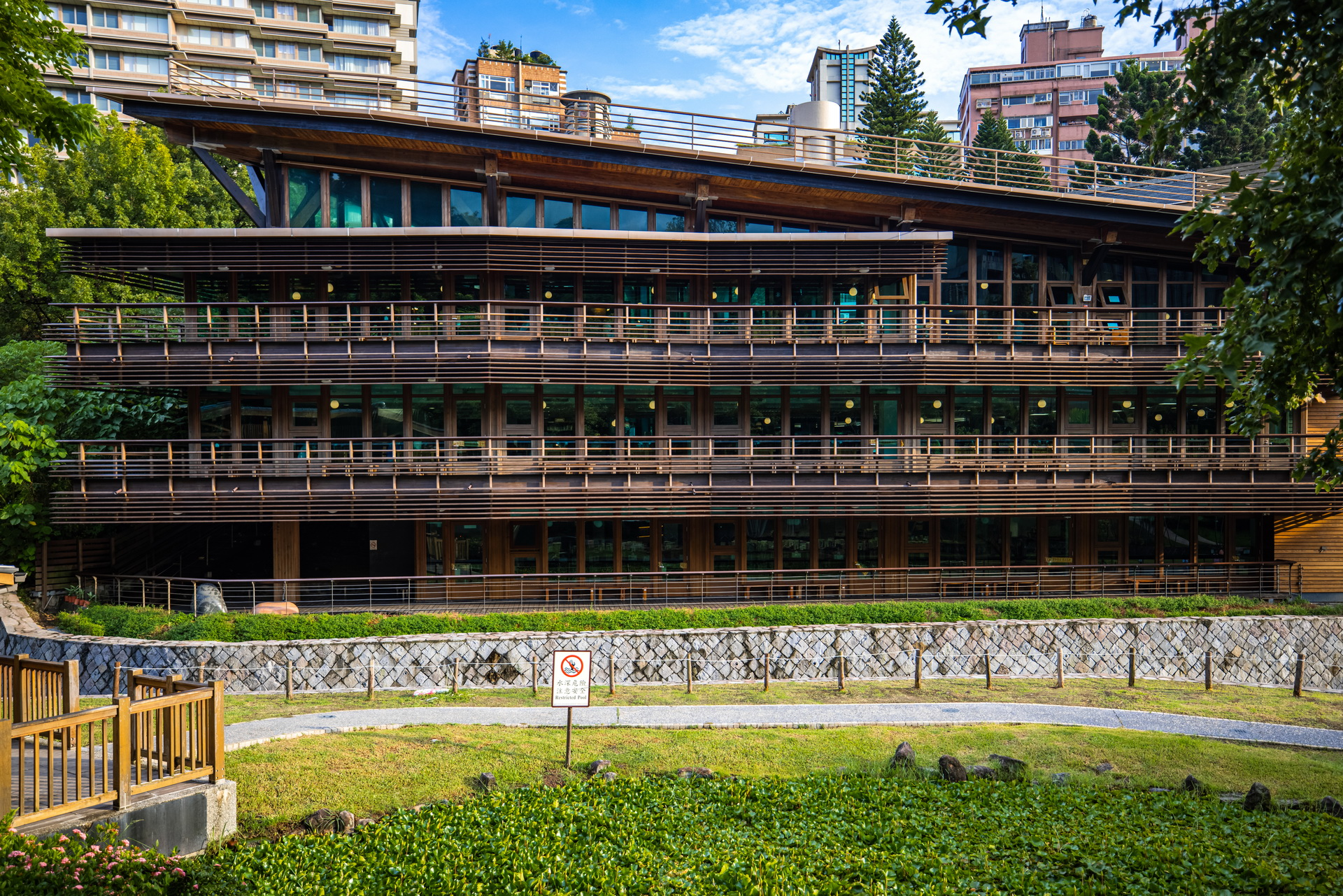
館舍採用大量的木材作為建築材料，曾獲選2007年台灣建築獎首獎

台北市立圖書館北投分館為臺北市立圖書館的一座分館，位於臺灣臺北市北投區北投公園內。前身為陽明山管理局圖書館，1974年移撥至北市圖系統。重建後於1987年重新開館，卻因為館舍海砂及混凝土強度不足在2002年拆除重建。現行館舍於2006年年底啟用，為與周遭自然環境融合以及因應北投硫磺氣之特殊地理環境，選擇木材抵抗硫磺氣的侵蝕。建築物全棟以木構造為主搭配鋼材，館內同樣皆採用木質傢俱，同時通過大片的落地窗採集自然光。不僅是臺灣首座綠建築圖書館，更取得首件鑽石級綠建築標章。
北市圖北投分館曾獲得2007年國家卓越建設獎──卓越獎、第6屆台北市政府品質創新獎第一名、「第6屆遠東傑出建築設計獎」入圍作品、2007「台灣建築獎」首獎、第6屆台北市「都市景觀大獎」首獎、第8屆行政院公共工程品質優良獎優等獎、內政部96年度「優良綠建築設計獎」、2008全球建築金獎－全球卓越建設獎項等。

## 樓層配置

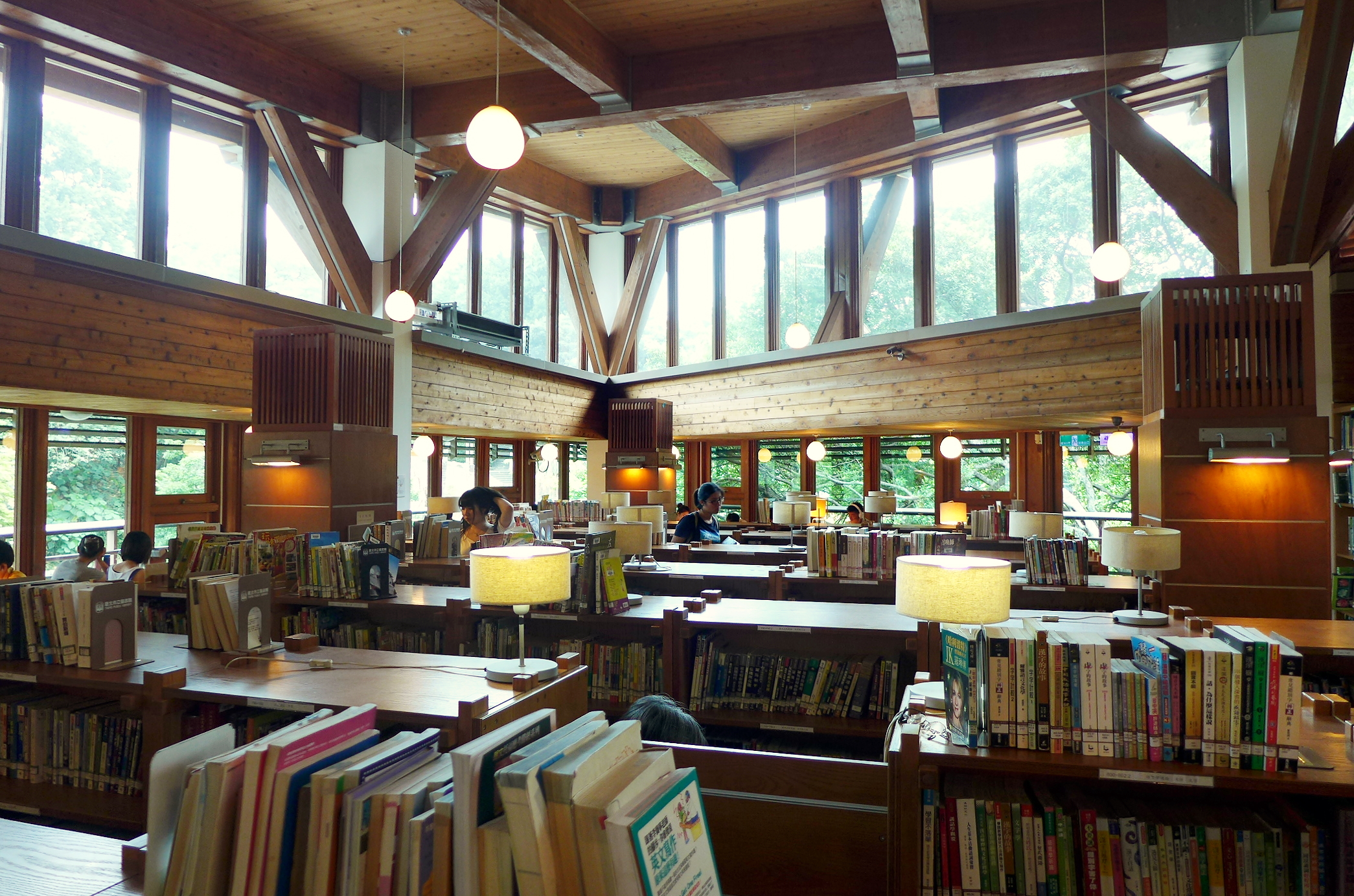
館舍內部仍可見使用大量木材

臺北市立圖書館北投分館館舍為地下1層、地上2層的建物，建築面積約802平方公尺，樓地板面積約2,145 平方公尺。館藏約六萬餘冊，以「生態保育」為館藏特色。
一樓
綜合服務臺、期刊報紙區、參考資料區、電腦查詢區、中文圖書 (0-4類)、綠建築圖書區、陽台閱讀區、借閱台
二樓
圖書區：中文圖書 (5-9類)、外文圖書、館藏特色區(生態保育)、陽台閱讀區。
地下一樓
兒童閱覽室、陽台閱讀區、視聽室。

## 交通位置

### 聯營公車
- 北投公園站：129、216、216(區間)、218、218(區間)、218(直行)、223、230、602、小6、小7、小9、小22、小25、小26、內科通勤專車16、南軟通勤專車北投線、市民小巴2、承德幹線(原266)
- 北投綠色圖書館站：小25

### 台北捷運
- 淡水信義線北投站轉乘新北投支線至新北投站

## 外部連結
- 台北市立圖書館北投分館簡介 （页面存档备份，存于）
- 北投圖書館  臺北旅遊網